# Acatalepsia
Acatalepsia (del griego α̉-, imposible, y καταλαμβάνειν, tomar), en filosofía, es lo que no puede ser comprendido, o la imposibilidad de comprender o concebir una cosa. Los seguidores de Pirrón y los escépticos afirmaban una acatalepsia absoluta; según ellos toda la ciencia humana o conocimiento eran solo meras elucubraciones o verosimilitudes.
Es la antítesis de la doctrina estoica de catalepsia o Apprehension. Según los estoicos, la catalepsia era una percepción verdadera, pero para los escépticos, todas las percepciones eran acatalépticas, o sea no tenían conformidad con los objetos percibidos o, en el caso de que tuvieran alguna conformidad, nunca se podría saberlo.